# Трамвай Саньи
Трамвай Саньи (кит. 三亚有轨电车) — трамвай, который эксплуатируется в районе Цзиян.

## История
Строительство трамвайной системы в Санье началось в июле 2016 года. Пробные запуски начались 1 января 2019 года, всего обслуживалось шесть остановок. Первая линия была открыта 10 октября 2020 года.

## Маршрут
Длина первого маршрута составляет 8,37 километров, а сам маршрут проходит на юг через 15 остановок: от железнодорожного вокзала до станции Цзянган-роуд в центре Саньи. Поездка из одного конца в другой занимает около 35 минут.

## Особенности
Трамваи Саньи работают без контактной сети. Вместо этого они заряжаются от зарядных станций над каждой остановке.